# Marina (Californië)
Marina is een plaats (city) in de Amerikaanse staat Californië, en valt bestuurlijk gezien onder Monterey County.

## Demografie
Bij de volkstelling in 2000 werd het aantal inwoners vastgesteld op 25.101.
In 2006 is het aantal inwoners door het United States Census Bureau geschat op 18.156, een daling van 6945 (-27.7%).

## Geografie
Volgens het United States Census Bureau beslaat de plaats een oppervlakte van
24,9 km², waarvan 22,7 km² land en 2,2 km² water. Marina ligt op ongeveer 7 m boven zeeniveau.

## Plaatsen in de nabije omgeving
De onderstaande figuur toont nabijgelegen plaatsen in een straal van 16 km rond Marina.